# Атомный лазер
А́томный ла́зер — устройство для получения пучков движущихся атомов, находящихся в когерентном состоянии. 
В существующих методиках пучки создаются из неподвижного конденсата Бозе — Эйнштейна, исследуется возможность получения когерентного пучка из горячих (некогерентных) пучков. 
Первый атомный лазер был создан в 1997 году на основе атомов натрия в Массачусетском технологическом институте под руководством В. Кеттерле. В данном эксперименте конденсат хранился в магнитной ловушке из двух катушек. Под воздействием импульсов электромагнитного поля спины атомов разворачивались, и они переставали удерживаться в ловушке. Сгустки освободившихся атомов ускорялись под действием гравитации. Излучалось порядка миллиона атомов в секунду (частота импульсов 200 Гц).